# Nowy Świat (Ratno Dolne)
Nowy Świat (niem. Neue Welt b. Niederrathen) – osada wsi Ratno Dolne w Polsce, położona w województwie dolnośląskim, w powiecie kłodzkim, w gminie Radków. 
W latach 1975–1998 osada administracyjnie należała do województwa wałbrzyskiego.

## Położenie, historia
Niewielka osada położona przy drodze z Radkowa do Wambierzyc u podnóża Gór Stołowych, powstała w XIX w. Przez osadę prowadzi dawna droga pątnicza.

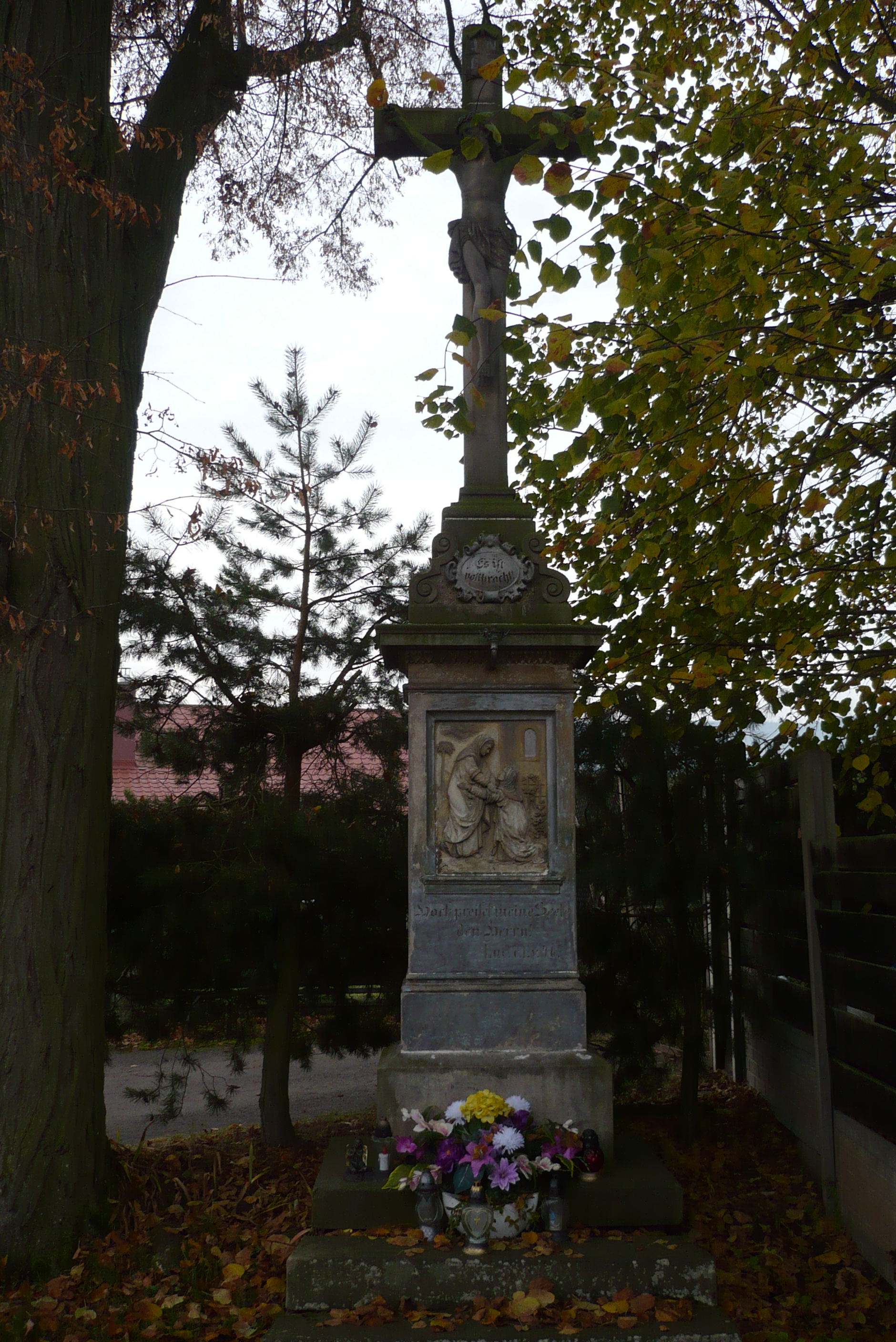
Krzyż
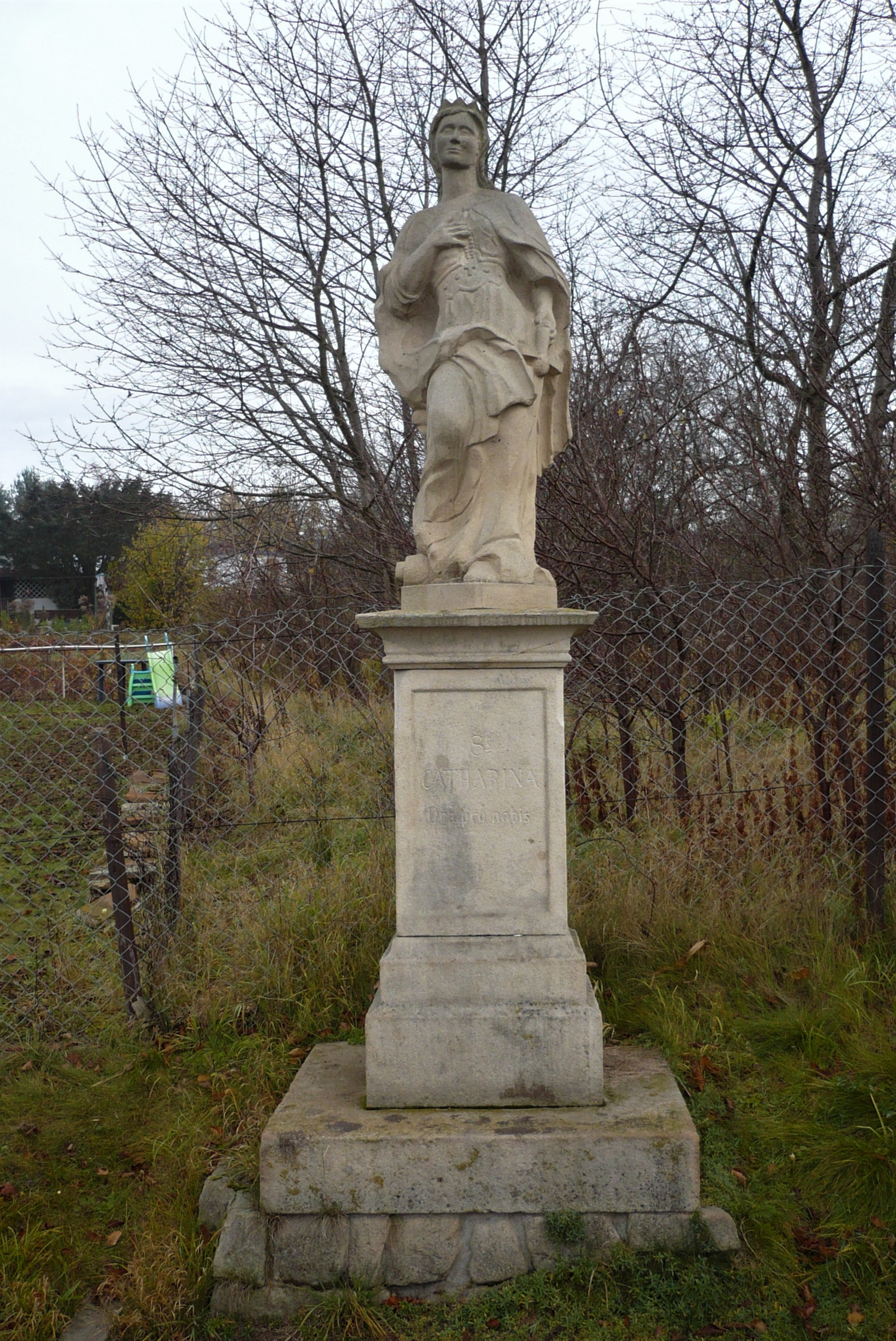
Pomnik św. Katarzyny
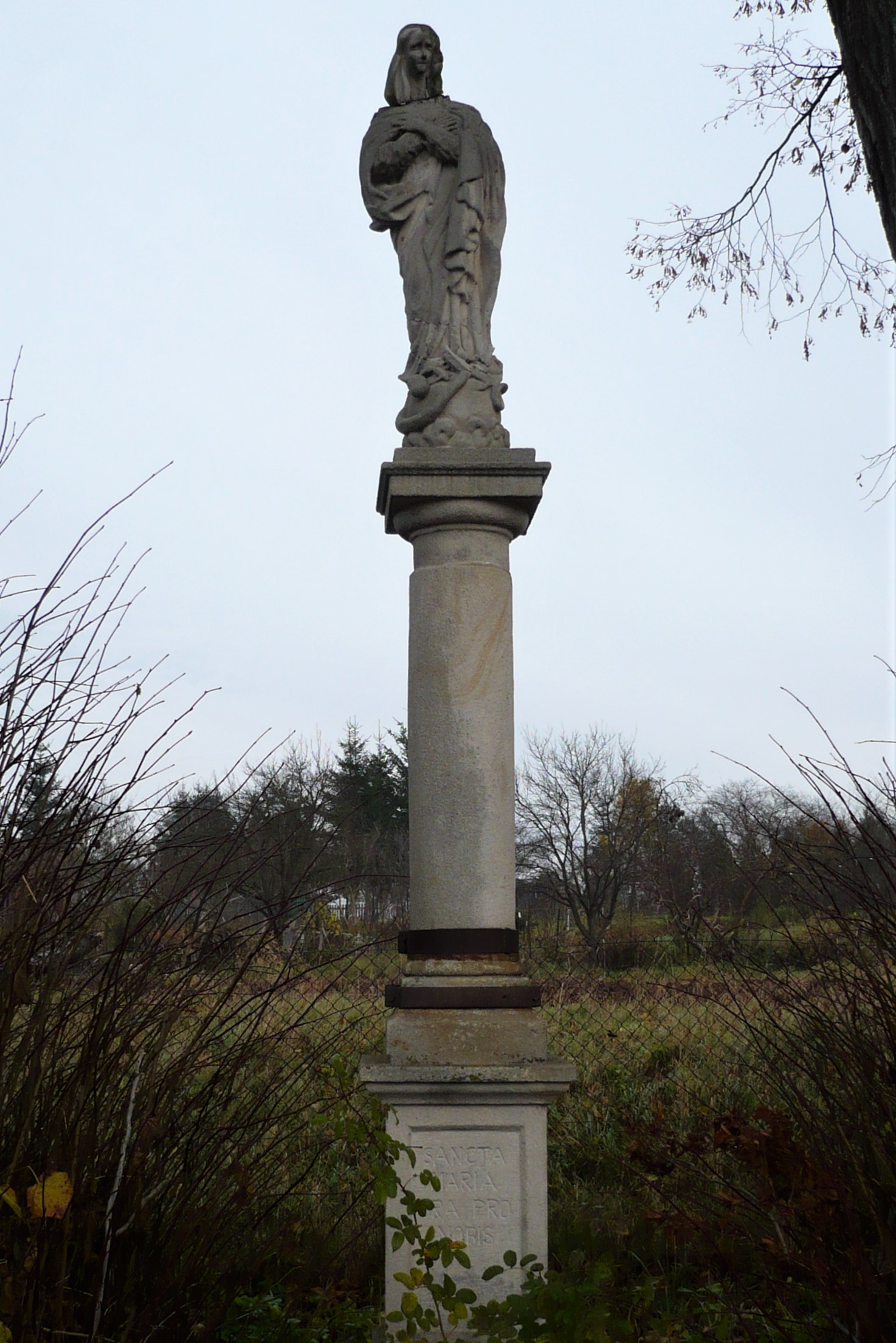
Kolumna Maryjna
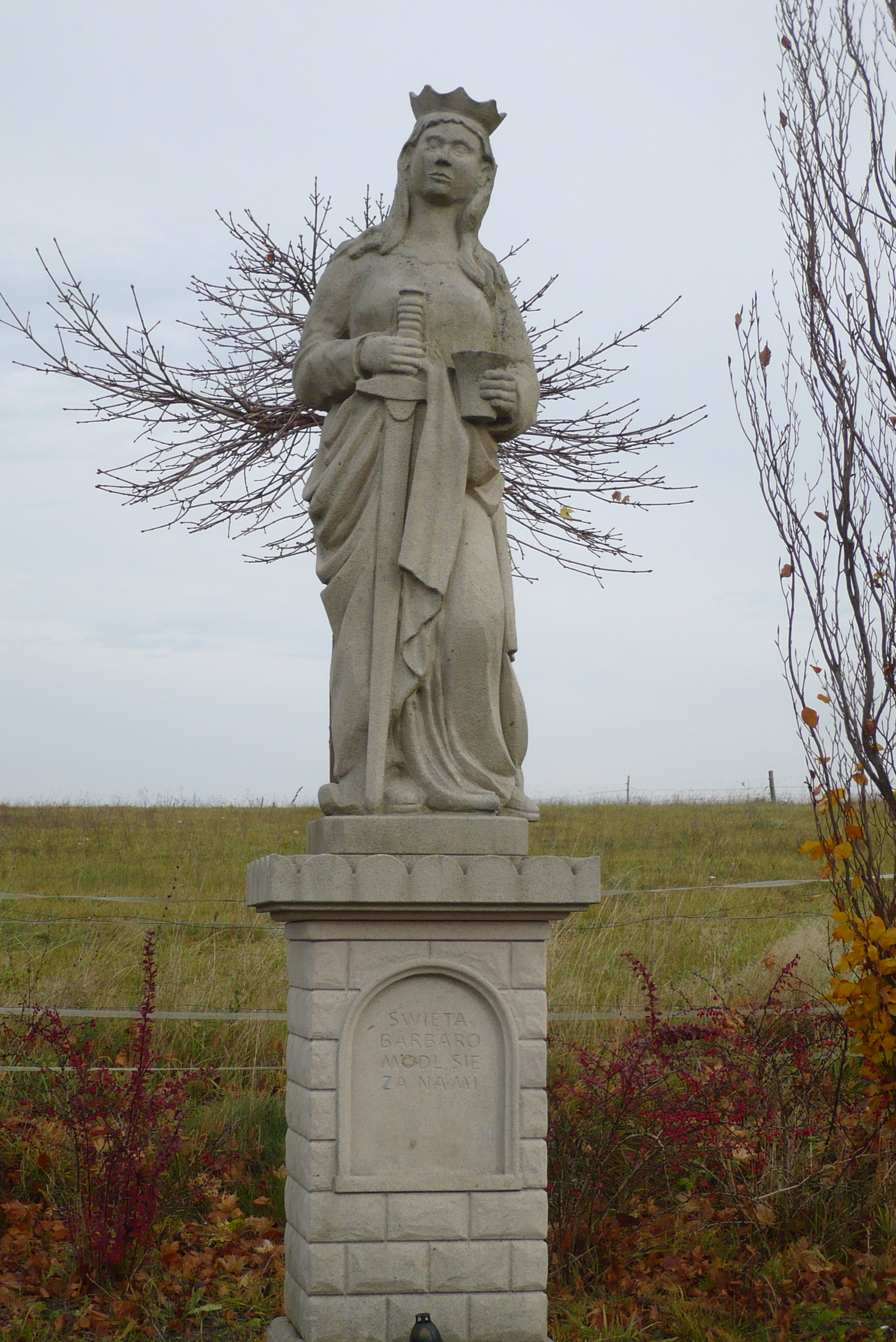
Pomnik św. Barbary
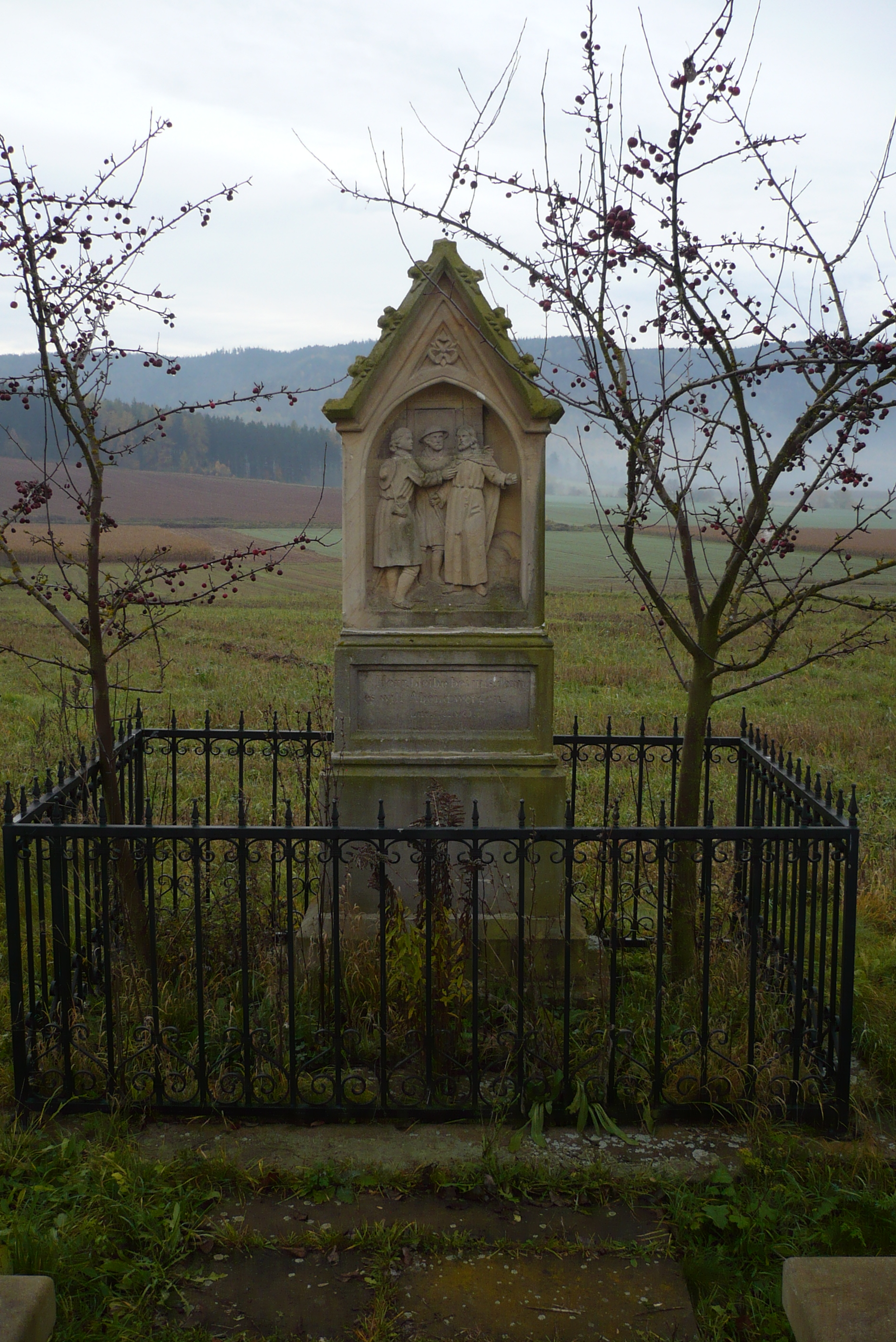
Kapliczka Uczniowie z Emaus
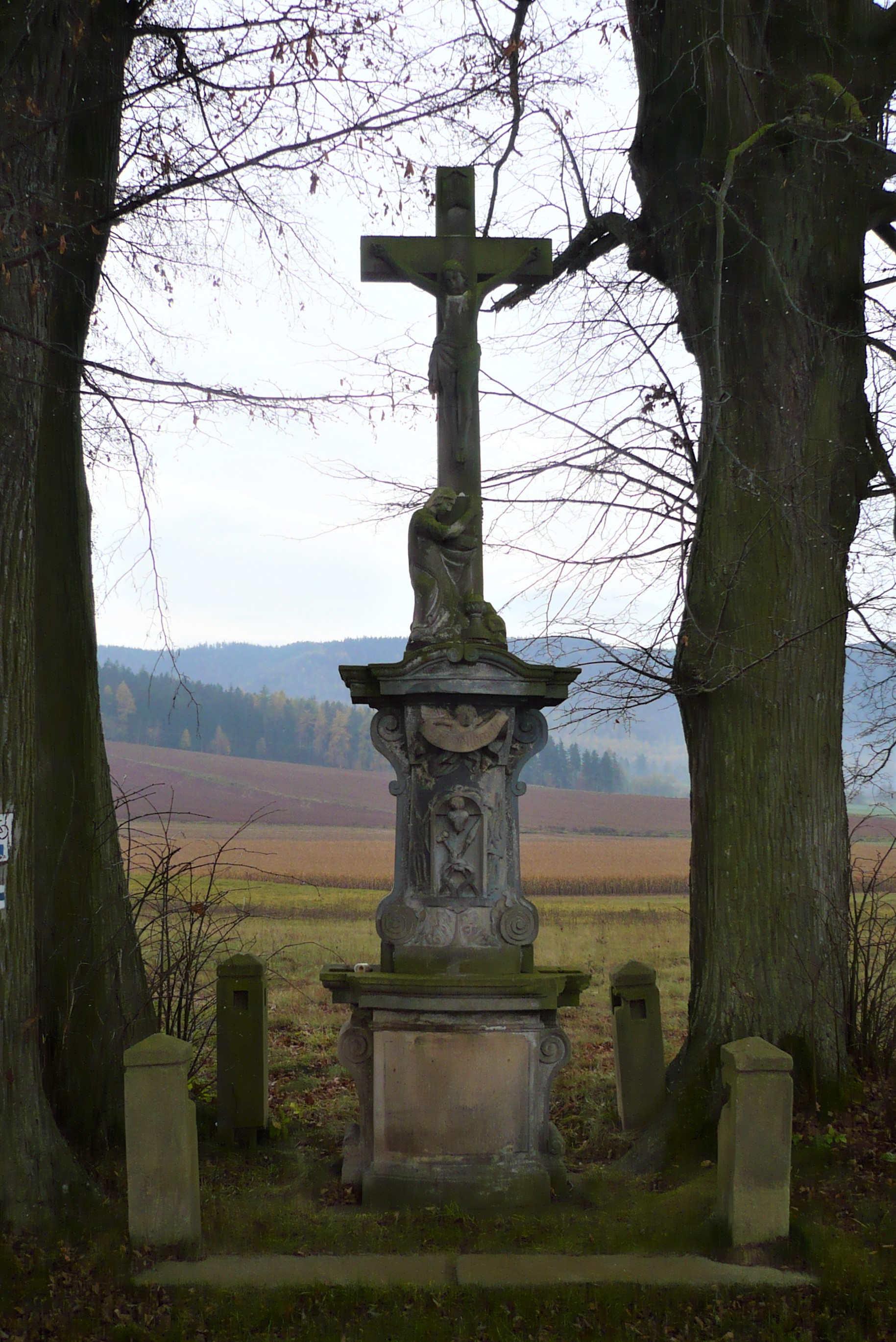
Krzyż
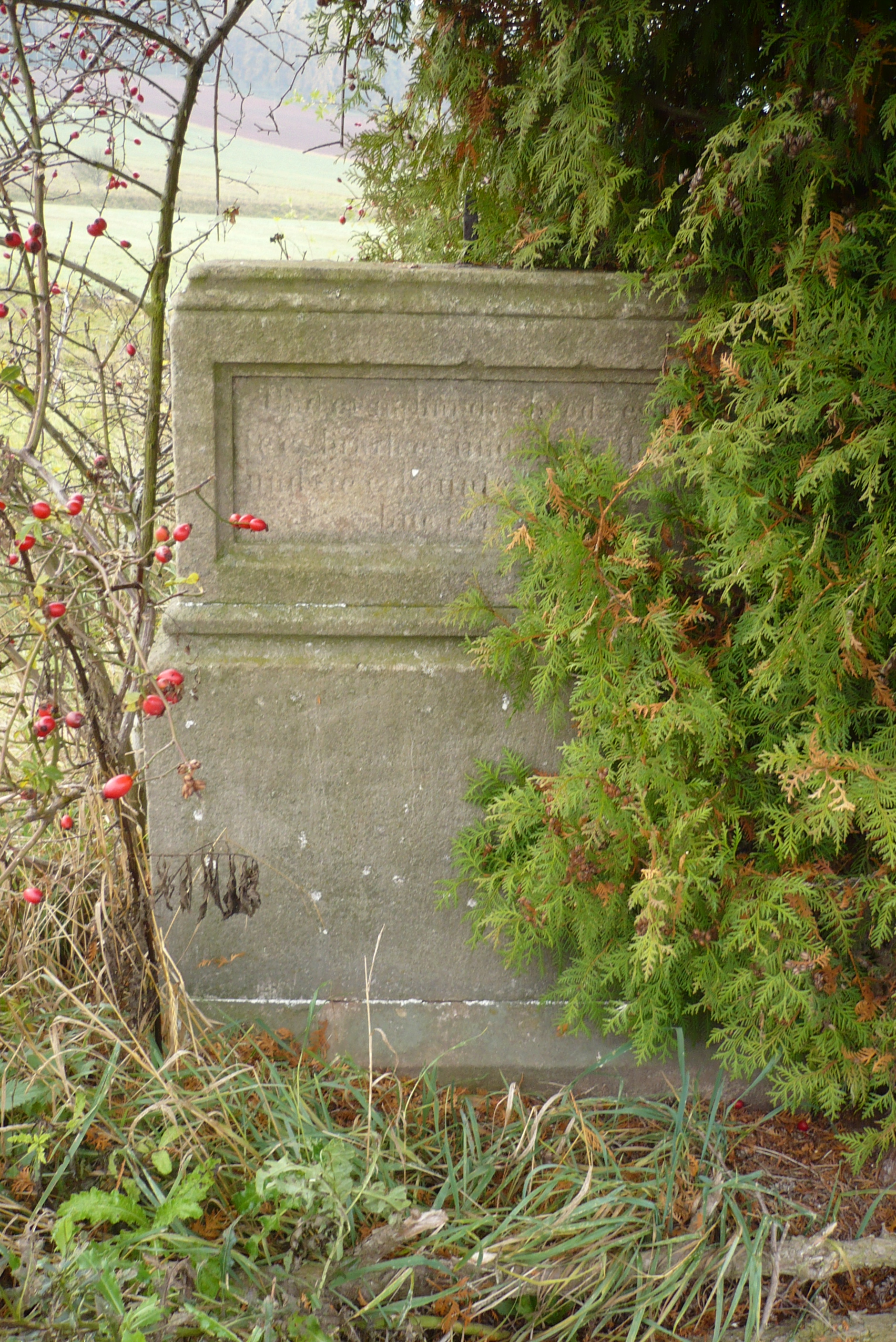
Postument
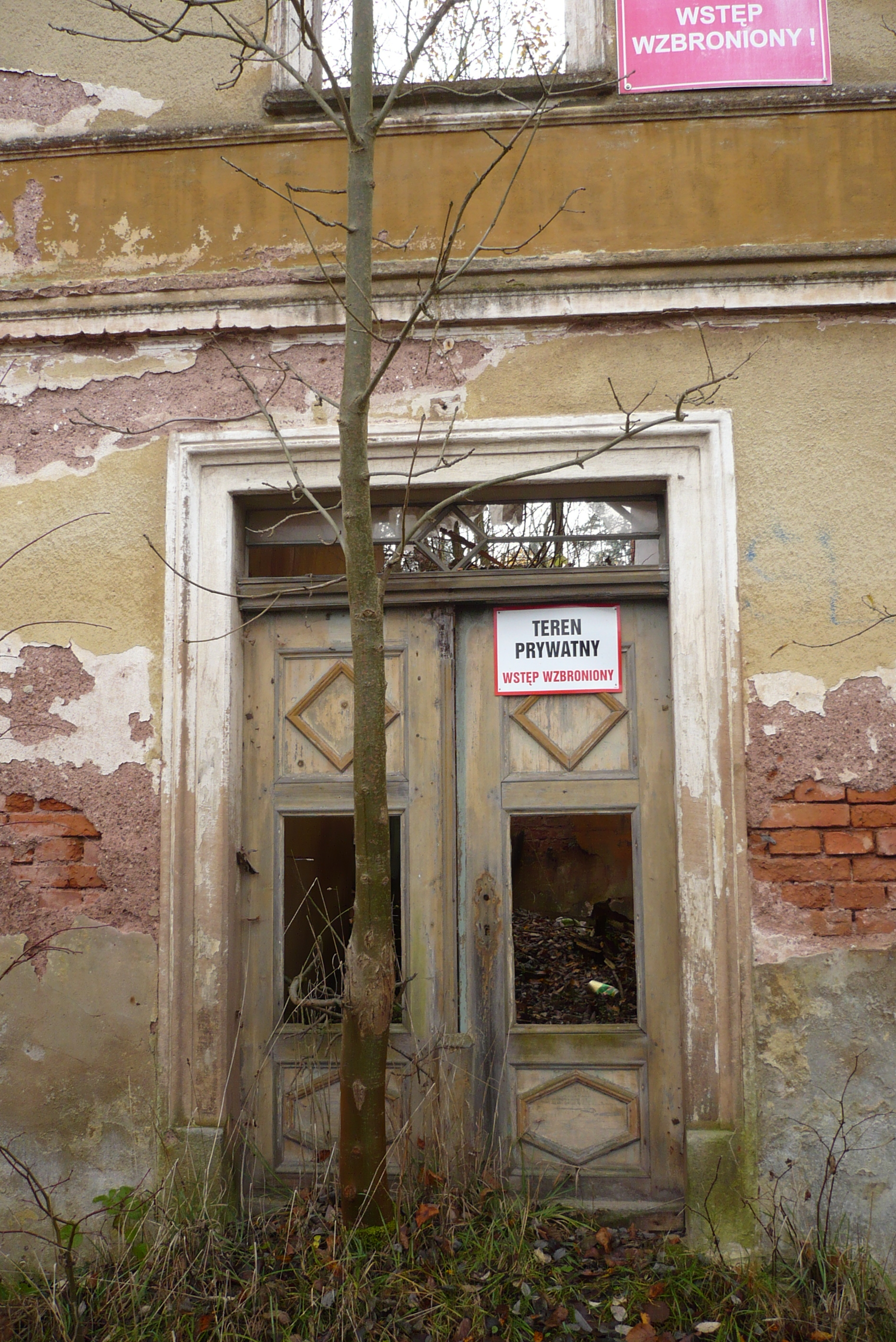
Dom nr 78 (ruina)
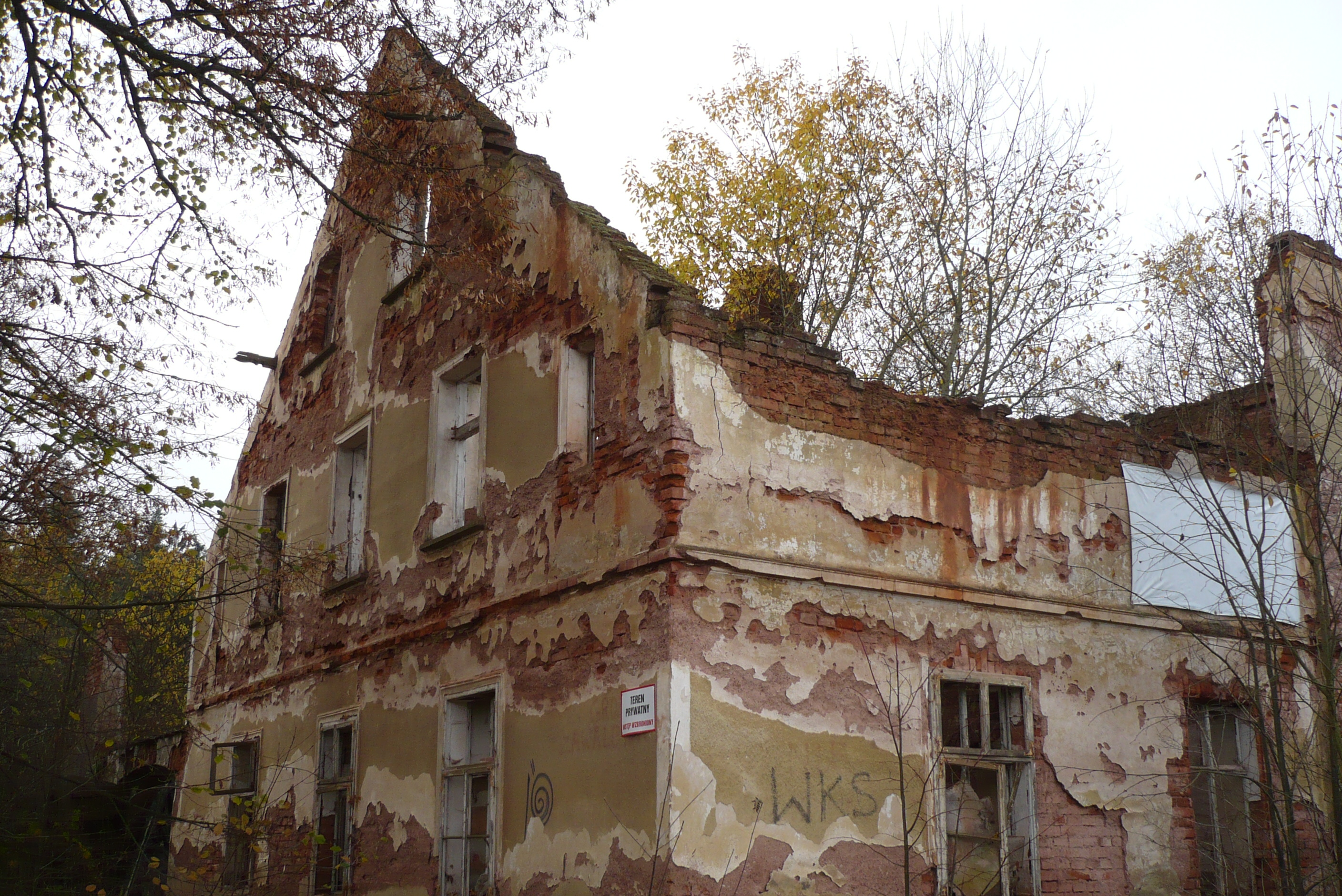
Dom nr 78 (ruina)
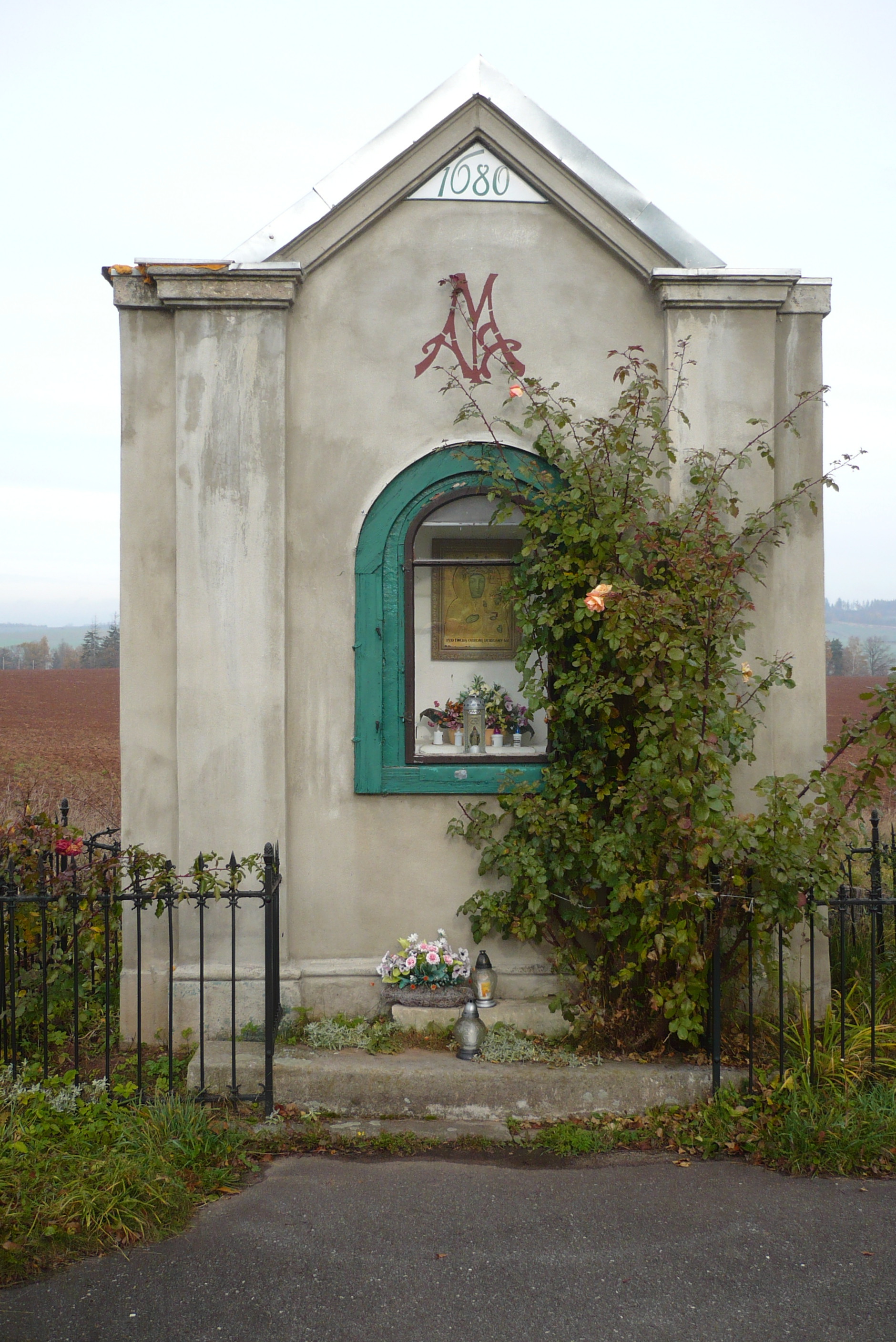
Kapliczka 1680
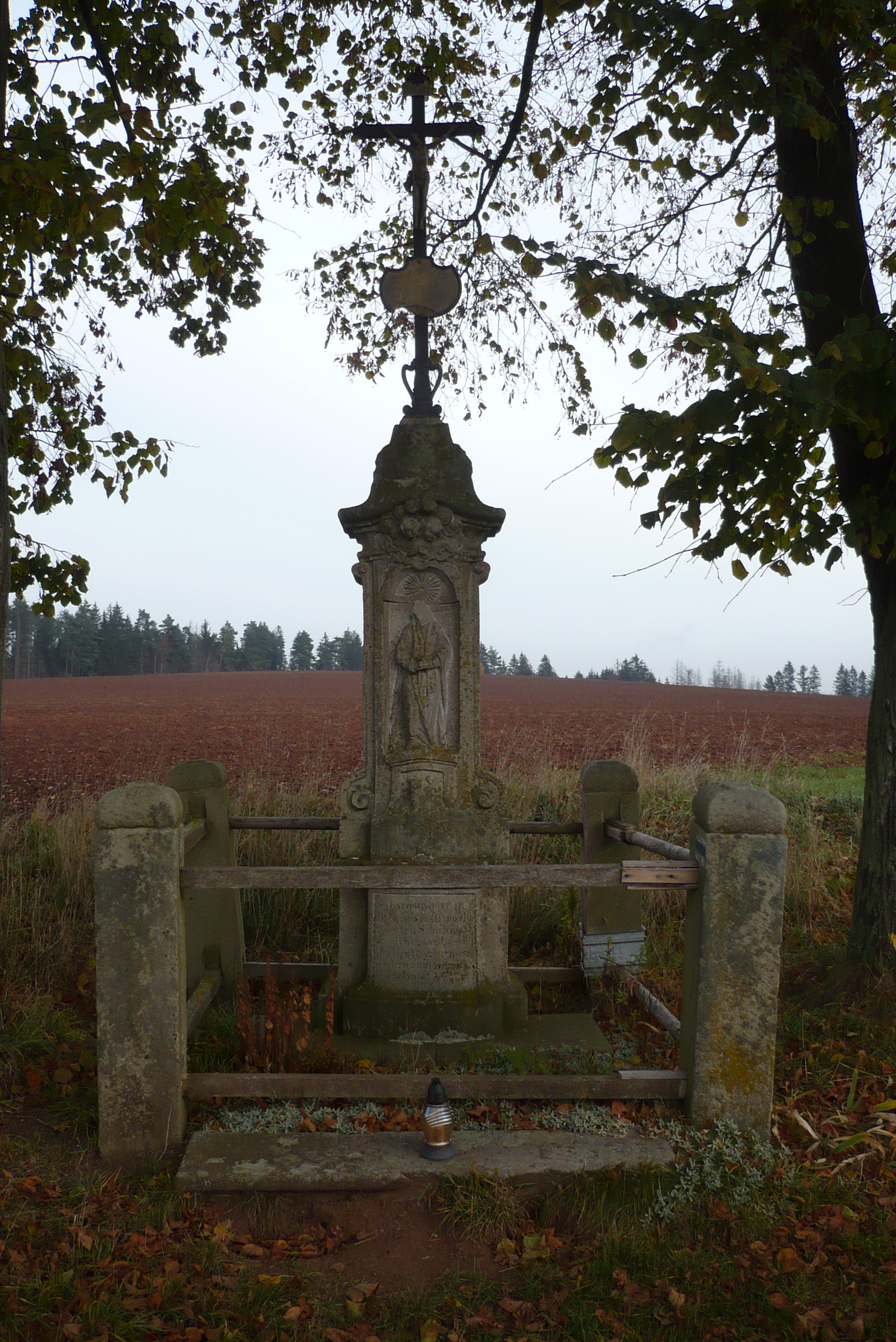
Krzyż
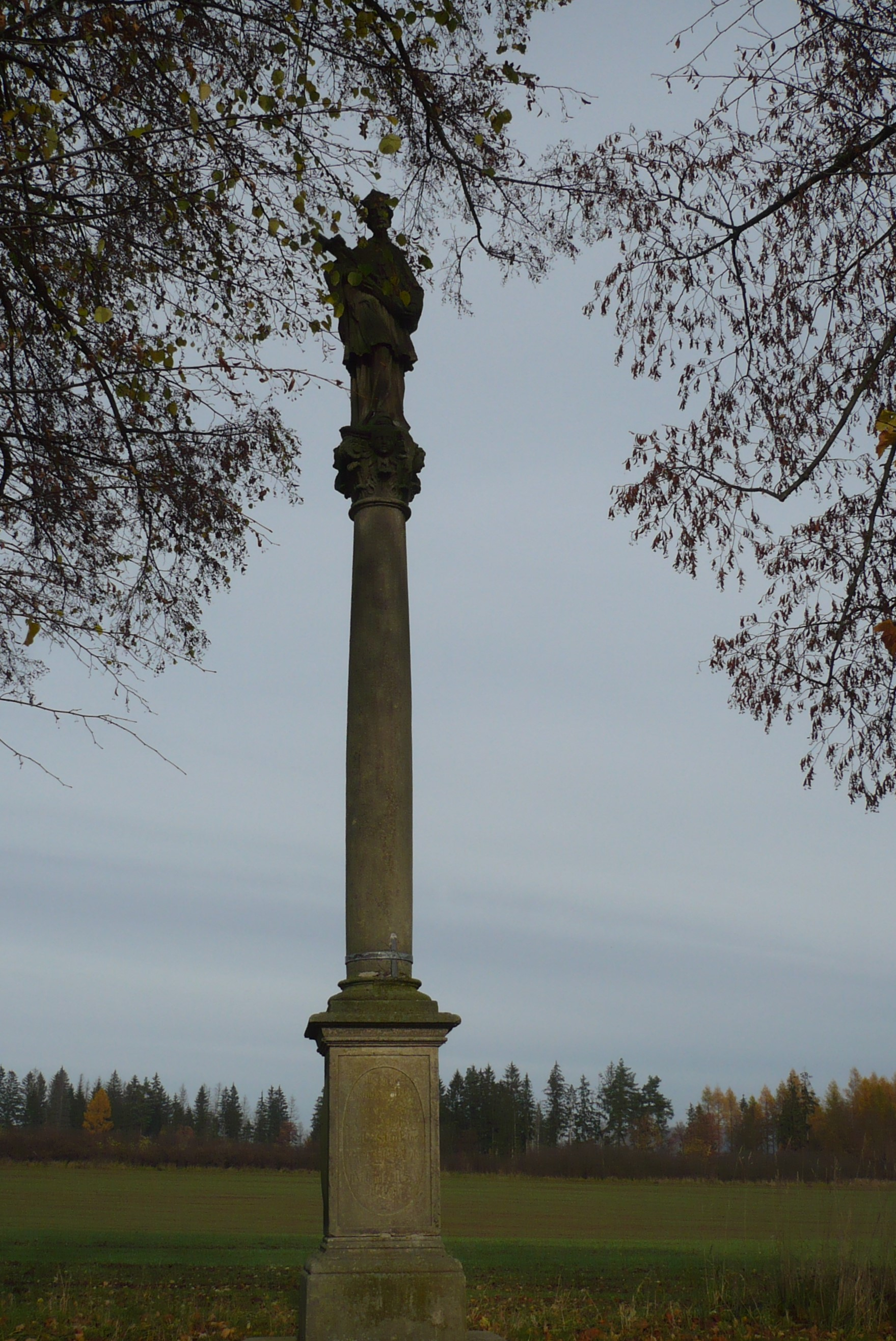
Kolumna